# Ochthebius taurulus
Ochthebius taurulus es una especie de escarabajo del género Ochthebius, familia Hydraenidae. Fue descrita científicamente por Hebauer en 1990.
Se distribuye por Francia. Mide 1,76 milímetros de longitud. Se ha encontrado a altitudes de hasta 800 metros.